# Ив Жозеф дьо Кергелен дьо Тремарек
Ив Жозеф дьо Кергелен дьо Тремарек (на френски: Yves Joseph de Kerguelen de Trémarec, 1734 – 1797) френски морски офицер.

## Биография
Роден в Ландюдал, на полуостров Бретан, Кралство Франция. 
По време на Седемгодишната война, Кергелен дьо Тремарек е капер, но няма особен успех. 
При плаванията си през 1767 и 1768 за насърчаване на лова на моруни покрай бреговете на Исландия, Ив Жозеф картира множество заливи и пристанища, извършва серия от астрономически наблюдения и корегира картата на Исландия, след като събира много точни и интересни данни за тази малко позната тогава страна, включително първите достоверни описания на гейзерите. Установява съществуването на вкаменени дървета, свидетелстващи, че в по-ранна геоложка епоха Исландия е била много по-силно залесена, отколкото по негово време.
Вярвайки, в съществуването на предполагания от учените, в епохата на Великите географски открития, Южен континент (Terra Australis Incognita), за който мнозинството тогавашни авторитети смятат, че би трябвало да съществува за да "балансира" сушата в Северното полукълбо, през 1771 г. френският крал Луи XV възлага на опитния бретонски мореплавател командването на експедиция за откриването му и предявяването претенции към него, в полза на Франция. 
На 12 януари 1772 с корабите Fortune и Gros-Ventre Кергелен Тремарек напуска остров Мавриций. Плавайки на юг през мъгли, дъждове и бури, на 12 февруари 1772 на 49°15′ ю. ш. 69°30′ и. д. / 49.25° ю. ш. 69.5° и. д. открива архипелаг, който през декември 1776 г. е наименуван от капитан Джеймс Кук на неговото име (Острови Кергелен). Кергелен Тремарек така и не успява да намери подходящо място за хвърляне на котва, за да може да слезе на сушата, а и загубва контакт с Gros-Ventre. По време на свирепа буря Fortune получава сериозни повреди, което налага Кергелен Тремарек да поеме обратно към Мавриций. Така той никога не успява да стъпи на откритите от него острови, но лейтенант Шарл дю Боагееньок от Gros-Ventre успява да го стори и да анексира новооткритите земи в полза на френската корона.
При завръщането си във Франция, Кергелен Тремарек представя доклад от експедицията, в който потенциалът на островите, наречени от него Южна Франция, е силно преувеличен. В резултат на това, бретонецът е натоварен с ръководството на още една експедиция, която на 29 октомври 1773 г. отново поема в южна посока. Трите кораба от състава ѝ, Le Roland, L'Oiseau и Le Dauphine, достигат архипелага на 14 декември 1773. На 18 януари 1774 експедицията е принудена да поеме по обратния път, тъй като голяма част от екипажа е повален от скорбут. Капитанът е толкова разочарован от резултатите на това плаване, че прекръства тази безрадостна земя Острови на отчаянието. Кралят също е силно разочарован и затова Кергелен Тремарек е осъден и хвърлен в затвора, близо до Самюр, където прекарва около 4 години. По време на Великата френска революция получава реабилитация като жертва на монархията и е назначен за управител на пристанището на град Брест, на полуостров Бретан. Ив Жозеф дьо Кергелен дьо Тремарек умира като вицеадмирал на 3 март 1797.
Освен архипелага Кергелен, владение на Франция, неговото име носи и подводният хребет в Индийския океан, непосредствено свързан със самите острови.